# Kirkconnel
Kirkconnel är en ort i Storbritannien.   Den ligger i kommunen Dumfries and Galloway och riksdelen Skottland, i den centrala delen av landet, 500 km nordväst om huvudstaden London. Kirkconnel ligger 153 meter över havet och antalet invånare är 1 993.
Terrängen runt Kirkconnel är kuperad söderut, men norrut är den platt. Kirkconnel ligger nere i en dal. Runt Kirkconnel är det glesbefolkat, med 11 invånare per kvadratkilometer. Närmaste större samhälle är Cumnock, 18,6 km väster om Kirkconnel. Trakten runt Kirkconnel består i huvudsak av gräsmarker.